# Automotive Electronics Council
Automotive Electronics Council (AEC, en català consell electrònic automotriu) és una organització d'estandardització del sector automotriu amb seu als EUA però amb projecció mundial. L'objectiu de l'AEC és definir uns estàndards per aconseguir que els components electrònics tinguin gran qualitat i fiabilitat. Els membres de l'AEC són fabricants de components elecrònics majoritàriament. SAE fou creat el 1993 per Chrysler, Ford Motor i Delco Electronics.

## Normatives
Les normatives d'AEC més importants:
- AEC - Q100 : Cerfificats de test d'estrès per a circuits integrats.[4]
- AEC - Q101 : Cerfificats de test d'estrès per a semiconductors discrets (diodes, transistors, tiristors…)[5]
- AEC - Q102 : Certificats de test d'estrès per a components optoelectrònics discrets.
- AEC - Q104 : Cerfificats de test d'estrès per a semiconductors multimòdul (diversos IC).[6]
- AEC - Q200 : Cerfificats de test d'estrès per a components electrònics passius (resistències, condensadors, inductors, fusibles, cristalls oscil·ladors)[7]